# Его большая любовь
«Его большая любовь» (пол. Jego wielka miłość) — польская драма, чёрно-белый фильм 1936 года.

## Сюжет
Константы Курчек — суфлёр в театре, но он мечтает о том, чтобы выступить на сцене в роли Наполеона Бонапарта. К его сожалению, эту роль получил актёр Виктор Грывич, любовник жены Курчека. Не желая потерять свою мечту и жену, Курчек убивает соперника и вместо жертвы выступает в роли Бонапарта, но вследствие трагических переживаний вскоре сходит с ума...

## В ролях
- Стефан Ярач — Константы Курчек, суфлёр
- Лена Желиховская — Людвика, жена Курчека
- Ляля Гурская — Ясь, ребёнок Курчека
- Зыгмунт Хмелевский — директор театра
- Яцек Вощерович — автор пьесы
- Тадеуш Ольша — актёр Виктор Грывич
- Текла Трапшо — мать Виктора Грывича
- Михал Знич — актёр Шипулко
- Ванда Яршевская — актриса
- Мария Жабчиньская – актриса
- Станислав Селяньский — театральный парикмахер
- Юзеф Кондрат — ловкач в закусочной
- Рышард Мисевич — официант в закусочной
- Станислав Гролицкий — редактор газеты
- Роман Дерень — начальник официантов на приёме
- Мария Хмурковская
- Феликс Хмурковский
- Амелия Роттер-Ярнинская и др.